# Alfred Salter

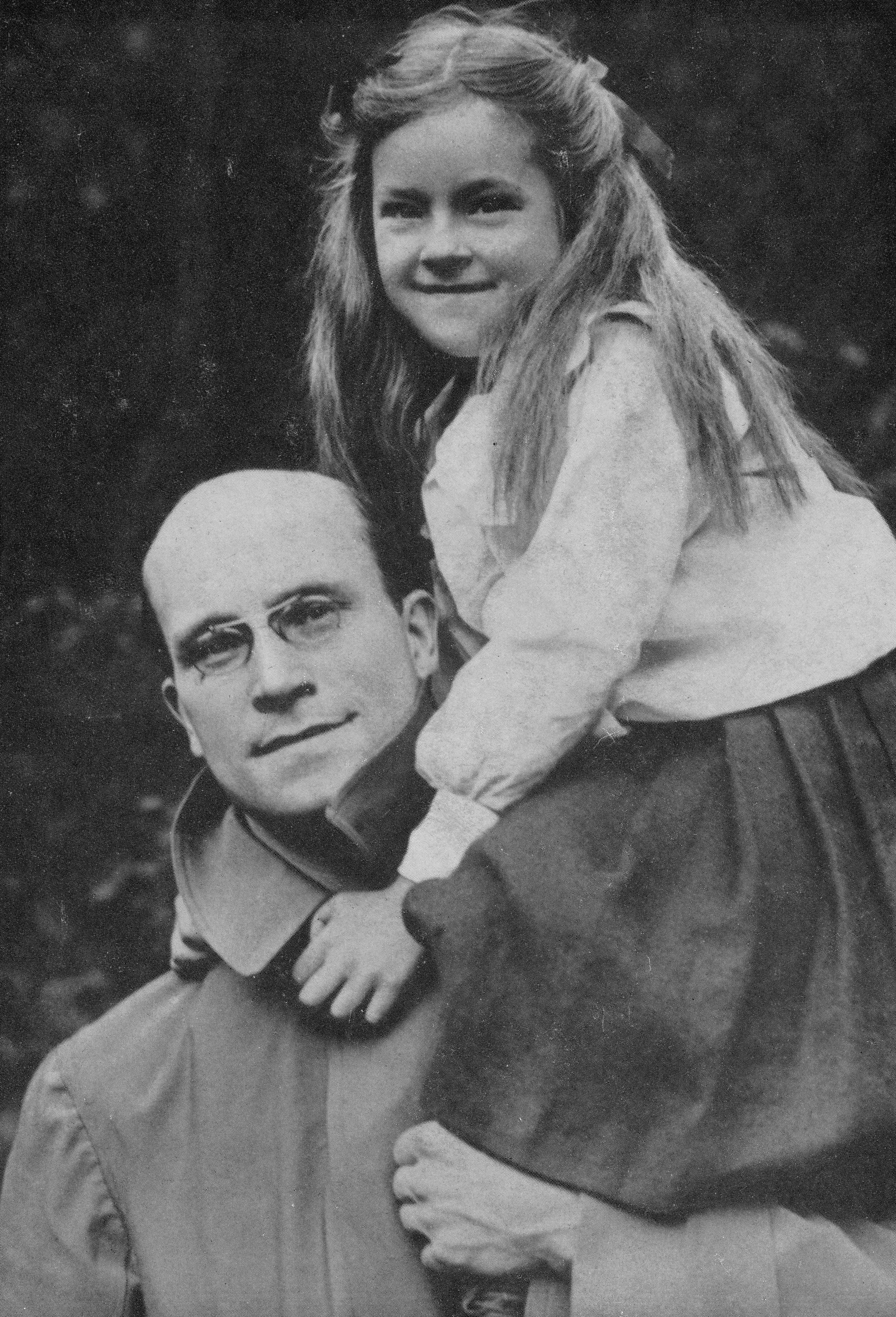
Alfred Salter mit Tochter Joyce

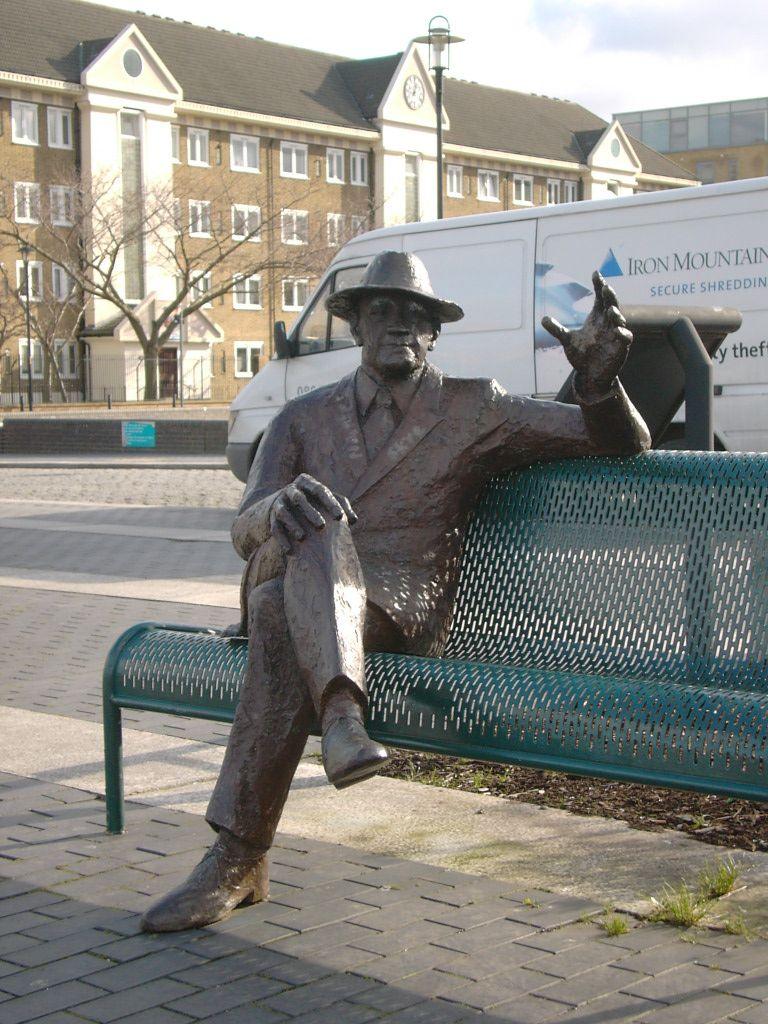
Alfred-Salter-Statue in Bermondsey

Alfred Salter (* 16. Juni 1873 in Greenwich; † 24. August 1945 im Guy’s Hospital, London) war ein englischer Arzt und Politiker, der den Strömungen des Christlichen Sozialismus angehörte. Zu dieser persönlichen Grundeinstellung gehörte auch ein entschiedener Pazifismus, den er 1914 anlässlich des Ausbruchs des Großen Krieges wie folgt artikulierte: „I believe that all killing is murder and is wrong.“ („Ich glaube, dass jedes Töten Mord ist und daher falsch ist.“)

## Leben
Salter besuchte die John Roan School in Greenwich und begann 1889 am Londoner Guy’s Hospital sein Studium der Medizin, das er 1896 erfolgreich abschloss.
Privat interessierte Salter sich für Politik und nachdem er einige Bücher von Edward Bellamy, Karl Marx und Henry Hyndman gelesen hatte, wurde er ein überzeugter Sozialist. Als Siebzehnjähriger trat er 1890 der Social Democratic Federation bei, wechselte aber bereits wenige Monate später zur Fabian Society.
Während seiner Studentenzeit nahm er diverse Hausbesuche im Arbeiterviertel Bermondsey vor. Die dort erlebte Armut verstärkte seine sozialistischen Ideale. 1898 ließ er sich selbst in Bermondsey nieder und bot freie medizinische Versorgung für diejenigen an, die seine Dienste nicht bezahlen konnten.
In Bermondsey lernte er Ada Brown kennen, die er am 22. August 1900 heiratete. Am 5. Juni 1902 wurde Tochter Joyce geboren, die bereits 1910 an Scharlach verstarb.
Unter dem Einfluss des wesleyanischen Methodisten John Scott Lidgett trat Salter in die Liberal Party ein, für die er 1903 in den Bermondsey Borough Council gewählt wurde. Zwei Jahre später wurde er Mitglied des London County Council. Unzufrieden mit der mangelnden Radikalität der Liberal Party trat Salter im Mai 1908 zur Independent Labour Party über, die bald in der neu formierten Labour Party aufging.
Nach mehreren Wahlniederlagen wurde Salter 1922 für Bermondsey West in das House of Commons gewählt. Zwar verlor er seinen Sitz bereits 1923 wieder, wurde aber 1924 wiedergewählt und behielt diesen Posten bis zu seinem krankheitsbedingten Rückzug 1945.
Alfred Salter verstarb am 24. August 1945 im Guy’s Hospital, seiner einstigen Ausbildungsstätte, an den Folgen eines Herzinfarktes. Seine Frau Ada war bereits am 5. Dezember 1942 verstorben.